# Semidalis palmensis
Semidalis palmensis là một loài côn trùng trong họ Coniopterygidae thuộc bộ Neuroptera. Loài này được Klingstedt miêu tả năm 1936.